# Пелетминский, Сергей Владимирович
Серге́й Влади́мирович Пелетми́нский (укр. Сергій Володимирович Пелетмінський; 14 февраля 1931, Тёткино, Центрально-Чернозёмная область, РСФСР, СССР — 18 января 2022, Харьков, Украина) — советский и украинский физик-теоретик, специалист в квантовой теории поля и статистической физике. Академик Академии наук УССР (1990), лауреат Государственной премии Украины в области науки и техники (1996). Начальник теоретического отдела Харьковского физико-технического института (1989—1996).

## Биография
Родился 14 февраля 1931 года в селе Тёткино Центрально-Чернозёмной области (ныне — Курской области).
В 1953 году с красным дипломом окончил ядерное отделение физико-математического факультета Харьковский государственный университет (ныне физико-технический факультет) и поступил в аспирантуру к Александру Ильичу Ахиезеру.
С 1957 года работал в Харьковском физико-техническом институте (ХФТИ).
В 1959 году защитил кандидатскую диссертацию, в 1966 году — докторскую, в 1969 году получил научное звание профессора.
В 1978 году его избирают членом-корреспондентом Академии наук УССР, а в 1990 году — академиком.
В ХФТИ Пелетминский работал начальником лаборатории статистической физики, затем в 1989—1996 годах руководил теоретическим отделом института.
С 2004 года работал на должности главного научного сотрудника Института теоретической физики имени А. И. Ахиезера ННЦ ХФТИ.
Более 45 лет читал лекции по квантовой электродинамике на физико-техническом факультете Харьковского университета.
Скончался 18 января 2022 года в Харькове.

## Научная деятельность
Сергей Владимирович Пелетминский успешно работал в самых разных областях теоретической физики: квантовой теории поля, статистической физике, теории магнитных явлений в кристаллах, физике квантовых жидкостей и кристаллов.
Среди достижений учёного следует отметить:
- открытие в 1956 году явления магнитоакустического резонанса (вместе с А. И. Ахиезером и В. Г. Барьяхтаром);
- разработка метода сокращённого описания неравновесных процессов в квантовых системах многих частиц, его применение во время реализации ряда актуальных задач статистической физики;
- обобщение метода сокращённого описания системы со спонтанно нарушенной симметрией, установление асимптотических свойств функций Грина;
- решение фундаментальной проблемы статистической физики — построения неравновесной крупноструктурной энтропии системы частиц с взаимодействием, доказательство симметрии кинетических коэффициентов;
- развитие и обобщение ферми-жидкостного подхода для описания состояний квантовых систем, его применение для исследования сверхтекучести и фазовых превращений в ядерной материи.

С. В. Пелетминский — автор и соавтор более 220 работ, среди которых шесть монографий. Он организатор международных научных конференций по статистической физике, квантовой электродинамике, член редколлегии серии «Ядерно-физические исследования» журнала «Вопросы атомной науки и техники», на протяжении многих лет принадлежал к редколлегии «Украинского физического журнала». Его воспитанники защитили 12 докторских и 20 кандидатских диссертаций.

## Награды и почётные звания
- Премия АН УССР имени К. Д. Синельникова (1978) — за работы по теории высокочастотных релаксационных процессов в магнетиках
- Премия АН УССР имени М. М. Крылова (1986) — за исследование систем со спонтанно нарушенной симметрией
- Государственная премия Украины в области науки и техники (1996) — за цикл работ «Кинетические процессы в квантовых жидкостях и кристаллах»
- Премия НАН Украины имени М. М. Боголюбова (2002) — за цикл работ «Теория поля и теория неупорядоченных систем»
- Заслуженный деятель науки и техники Украины (1998)
- Отличник образования Украины (2001)
- Почётный доктор Харьковского университета (2004)[2]